# Miguel Aguayo
Miguel Aguayo López Urbina más conocido como Miguel Aguayo (Ciudad de México, 6 de abril de 1934-13 de enero de 2020) fue un escritor, poeta, pintor, escultor, músico, catedrático y jesuita mexicano.

## Biografía
Nació en la Ciudad de México, el 6 de abril de 1934. Realizó una licenciatura en humanidades clásicas y literatura española por la Universidad Iberoamericana (UIA). De igual forma realizó estudios de música, pintura y escultura en Colima, Tepic y Guadalajara.
Siendo novicio de la Compañía de Jesús, este se concentró en la poesía y la novelística; fue hasta más tarde, poco después de haberse ordenado sacerdote, cuando es enviado a París a realizar estudios de artes plásticas e historia general del arte en la Escuela del Louvre. Se interesó en reflejar en su poesía temas religiosos: Cantares de sed (1964) y Los signos del silencio (1967), son obras donde Dios y el amor constituyen los temas centrales. En su obra Cuentos (1964), reunió diez historias de la vida cotidiana de la clase media en México, y en su novela Trigo verde (1965), recreó la vida de los adolescentes, sus pasiones y problemas.
Expuso sus obras en diversos lugares del país y colaboró diversos medios como Ábside, America Monthly, Espectador y Revista Sur. Dentro de su labor docente se desempeñó como catedrático de la Universidad Iberoamericana durante más de cuatro décadas.

## Publicaciones seleccionadas

### Cuentos
- Aguayo, Miguel (1964). Cuentos. México, D. F.: Jus.
- Aguayo, Miguel (1974). Juego de espejos. México, D. F.: Jus.

### Poesía
- Aguayo, Miguel (1964). Cantares de sed : poema. México, D. F.: Jus.
- Aguayo, Miguel (1967). Los signos del silencio. México, D. F.: Jus.
- Aguayo, Miguel (1996). Galería de retratos. Postales : volver a Venecia. Guadalajara, Jalisco: Instituto Tecnológico y de Estudios Superiores de Occidente [ITESO]. ISBN 9686101632.

### Novela
- Aguayo, Miguel (1965). Trigo verde. México, D. F.: Jus.